# 台湾の女性

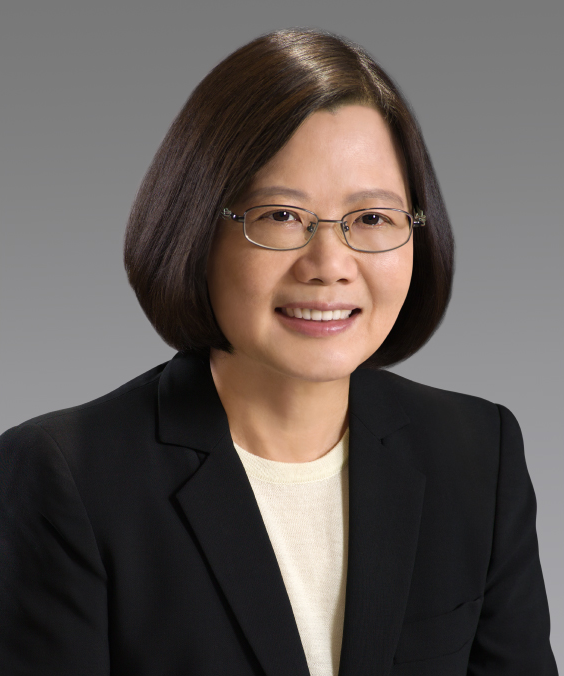
第14代中華民国総統に選出された蔡英文

台湾の女性（たいわんのじょせい）では、台湾（中華民国）における女性の地位や保護について解説する。台湾における女性の地位は、台湾社会における伝統的な家父長的観念と社会構造に基づいており、またその影響を受けてきた。そのため女性は男性の下位地位に甘んじていたが、20世紀末から21世紀初頭に掛けて家族法（民法）が数回改正されたことで、台湾における女性の法的地位は向上してきている。 

## 結婚と家族法

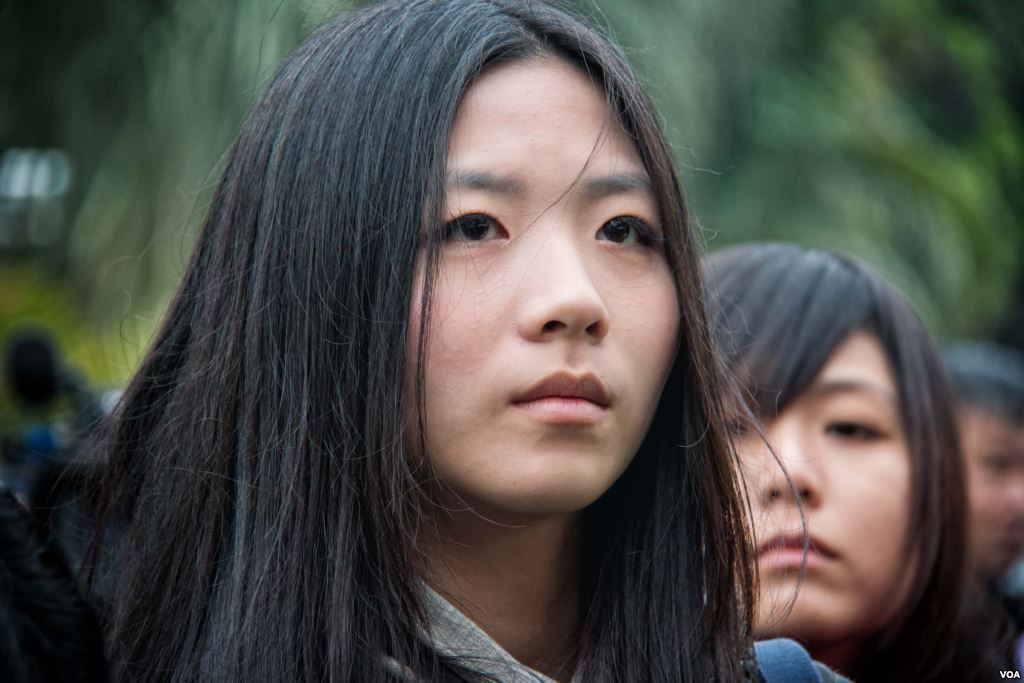
台湾の若い女性

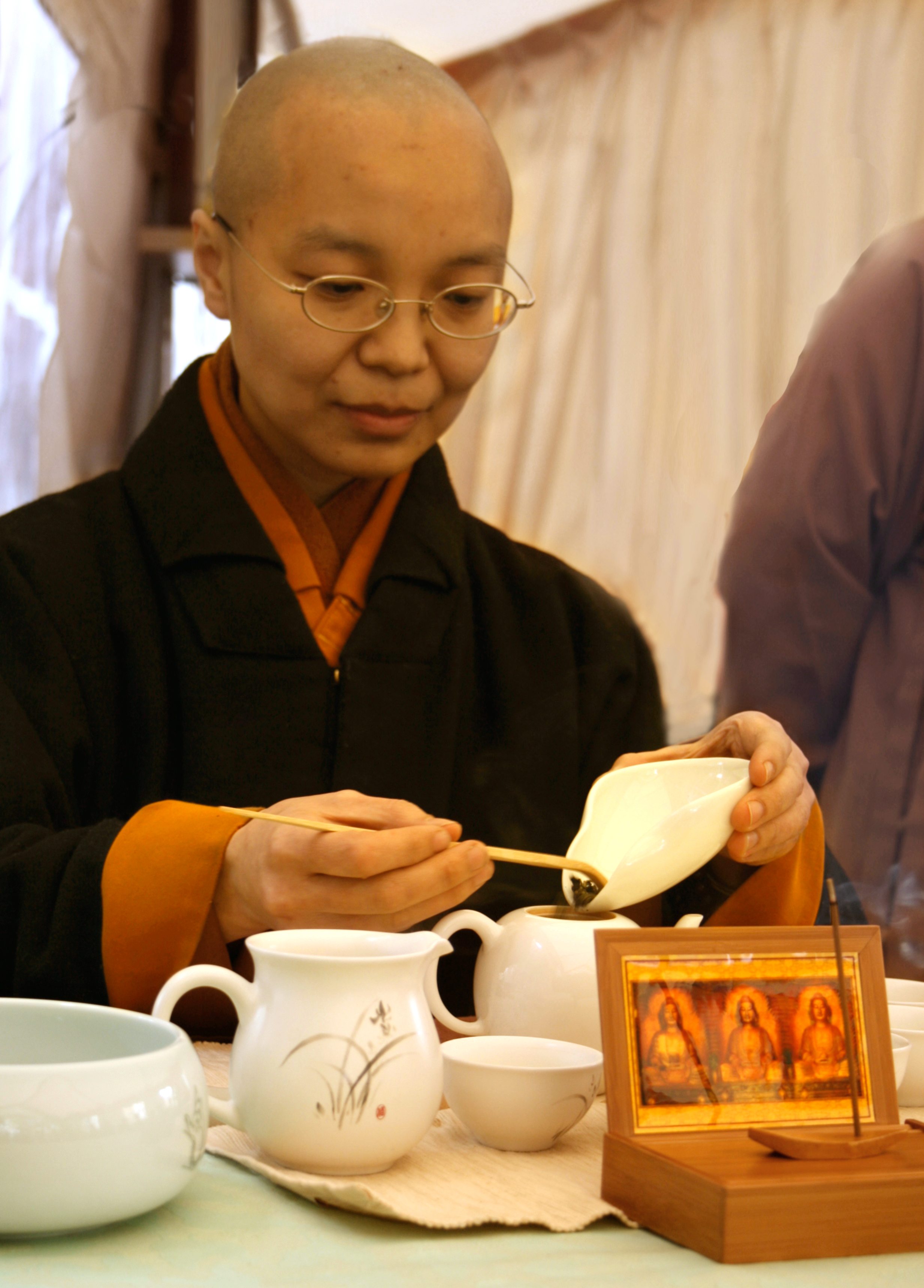
ウェーサーカ祭でウーロン茶を淹れる台湾人尼

従来から既婚女性の権利は厳しく制限されていたが、20世紀末からの度重なる法改正により、徐々に改善された。民法は1996年から2002年の7年間に5回も改正された。 

### 沿革
1895年に台湾は日本の統治下に置かれ（詳細は日本統治時代の台湾を参照）、当時から女性差別的であった日本の民法が台湾でも適用されることとなった。1945年に日本が降伏すると、1930年に中国本土で公布されていた中華民国の民法の家族節が台湾においても適用されるようになった。1930年公布の民法は、女性に居所決定権利や財産権、離婚を申告する権利、自己防衛権、親権を認めておらず、また私生児に対する差別が含まれていた。なお、中国本土では1949年から中国共産党政権による統治が始まり、この民法も改正されたが、1949年以降の改正は台湾の民法には適用されない。 
1985年と1996年の民法改正により、既婚女性の状況は以下のようにわずかながら改善した。 
1. 離婚がやや容易になった[3]。
2. 1985年までに妻名義で登記されていた資産の所有権は、かつてその資産を所有していたことの証明なしに、離婚後も元妻名義のまま存続するようになった[3]。
3. 裁判官が離婚事件における子どもの親権を評価する際、子どもの最善の利益を考慮することを認めた[3]。

しかし、本民法改正後も家庭問題における家父長的思想は残り続けたため、男性と同じだけの権利を女性に与えるまでには至らず、夫は依然として妻の居所指定や子孫への懲戒権、財産権において優位性を有していた。 
1998年から家庭暴力防止法が施行され、 家庭内暴力への対処が進んだ。1998年から2000年にかけて、再び民法が改正され、夫婦の居所は夫が住んでいた場所ではなく、両者が合意した場所であると改められ、未成年者の保護者に関する法律も改正された。

### 現況
今日では、結婚に関する規則は男女同権に基づいており、民法第二章「結婚」で定められている。母親と父親は、子どもに対して平等な親権を有している。旧第1089条は、父親と母親とで意見が一致しない場合は父親が親権を行使することと定めていたが、この条項は中華民国憲法第7条に反し、違憲であると判決された。この判決後、第1089条は「子供の最善の利益に基づいて裁判所に判決を申し立てることができる」と改められた。また、夫だけが夫婦の共有財産を管理する権利を持ち、夫が妻の財産を使用しその益を得る権利を定めつつ、その逆、つまり妻が夫の財産を使用したりその益を得る権利を定めていなかった第1019条は廃止された。 

## 憲法上の保護
女性の権利は中華民国憲法およびその増修条文に言及があり、理想の上でも実際の上でも性差別を取り除くことが定められている。 
中華民国憲法第7条 中華民国の人民は、男女、宗教、種族、階級、党派の区別なく、法律上一律に平等である。
中華民国憲法増修条文第10条第7項 国家は婦人の尊厳を擁護し、その身体の安全を保障し、性差別を除去し、 両性の地位の実質的平等を促進しなければならない。

## 労働権
性別工作平等法は、雇用における女性の権利を保障している。この法律はもともとは「両性工作平等法」として2002年に制定されたものであるが、性的指向に関する差別を撤廃する目的で現在の題名に改題されたものである。 

## 性別選択的中絶
東アジアの他の地域と同様に、台湾でも性別選択的中絶の実例が報告されている。 